# Station Shin-Imamiya

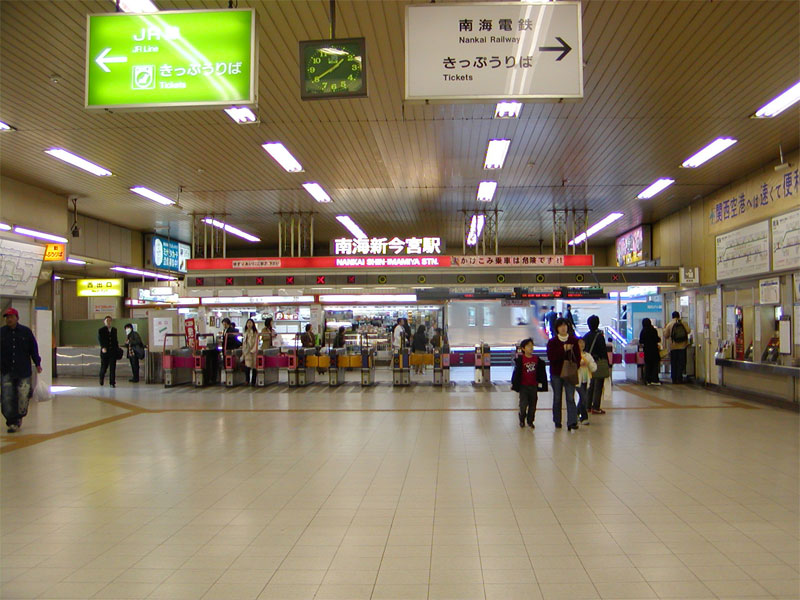
De toegangspoortes van Nankai Shin-Imamiya

Station Shin-Imamiya (新今宮駅, Shin-Imamiya-eki) is een spoorwegstation in de wijk Naniwa-ku in de Japanse stad Osaka. Het wordt aangedaan door de Osaka-ringlijn, de Kansai-lijn (beide van JR West) en de Nankai-lijn en de Koya-lijn (beide van Nankai). Het station heeft in totaal acht sporen, verdeeld over twee delen. Het hoger gelegen gedeelte van Nankai kruist het lager gelegen gedeelte van JR West. De stations zijn onderling verbonden, zij het wat omslachtig.

## Lijnen

### JR West
| 1 | ■ Osaka-ringlijn | tegenwijzerzin "uchi-mawari" (内回り) |
| 2 | ■ Yamatoji-lijn  | richting Tennōji, Ōji en Nara         |
| 3 | ■ Yamatoji-lijn  | richting JR Namba                     |
| 4 | ■ Osaka-ringlijn | wijzerzin "soto-mawari" (外回り)      |

### Nankai
| 1 | ■ Koya-lijn   | richting Sakaihigashi, Kawachinagano, Hashimoto en Koyasan |
| 2 | ■ Koya-lijn   | richting Namba                                             |
| 3 | ■ Nankai-lijn | richting Sakai, Kishiwada, Izumisano en Wakayamashi        |
| 4 | ■ Nankai-lijn | richting Namba                                             |

## Geschiedenis
In 1964 kwam er een station aan de Osaka-ringlijn en in '72 een perron voor de Kansai-lijn. In 1966 werd het station voor de Nankai-lijn aangelegd, waar sinds 2001 alle Nankai-treinen een stop maken.

## Overig openbaar vervoer
Bussen 7 & 80

## Stationsomgeving

### Nabijgelegen stations
- Metro
  - Station Dobutsuen-mae voor de Midosuji-lijn en de Sakaisuji-lijn
- Hankai tramlijn
  - Station Minami-Kasumicho voor de Hankai-lijn

### Bezienswaardigheden
- Tsūtenkaku
- Festival Gate (gesloten sinds 2007)
- Spa World
- Den Den Town
- Dierentuin van Tennoji & het park van Tennoji
- Imamiya-Ebisu-schrijn
- Tobita Shinchi (Tobita Yūkaku)
- DjanDjan Yokochō

### Winkels
- Uniqlo
- Super Tamade
- Nitori

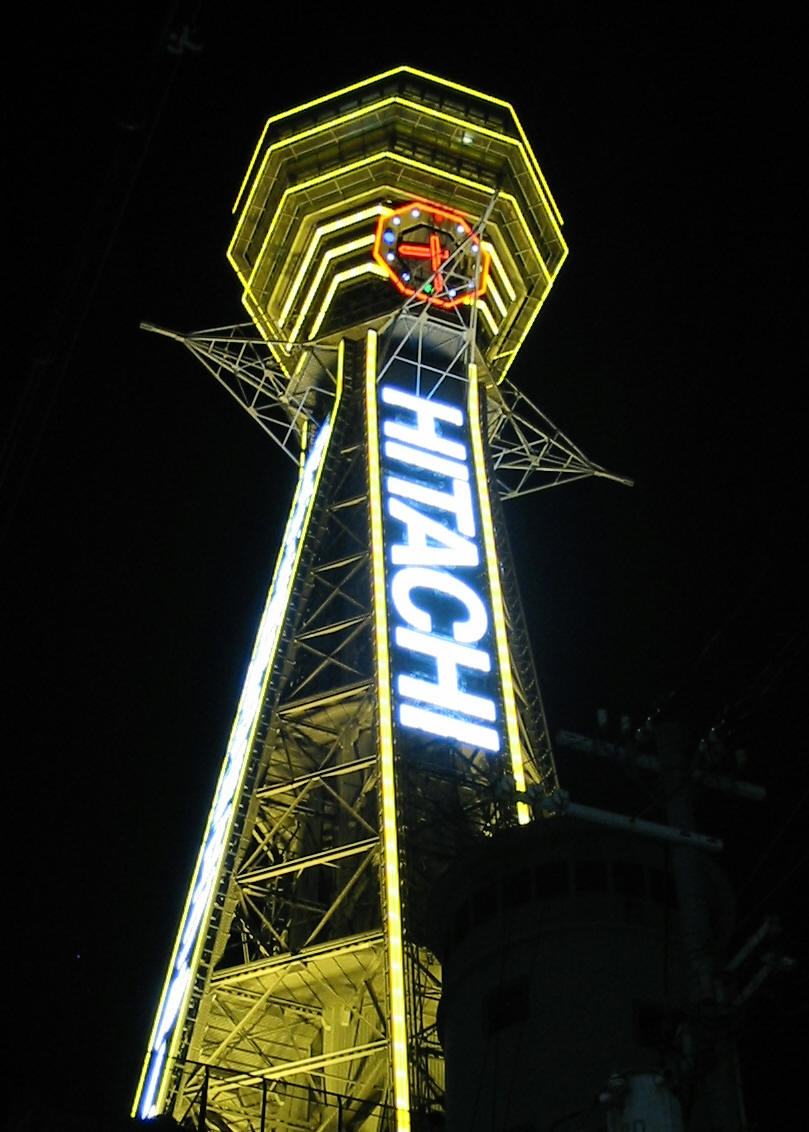
De Tsūtenkaku bij nacht
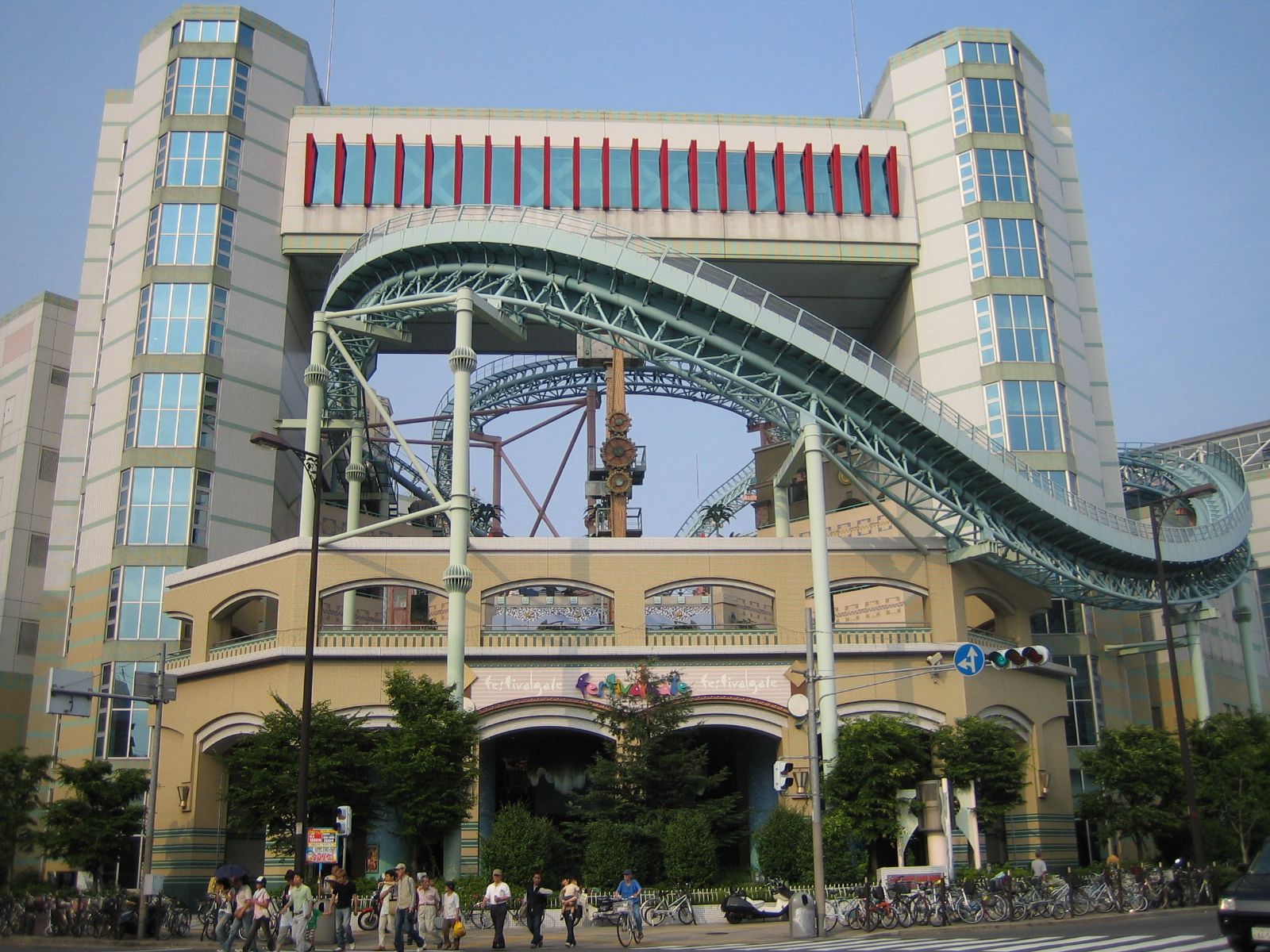
Festival Gate

Osaka · Fukushima · Noda · Nishikujo · Bentencho · Taisho · Ashiharabashi · Imamiya · Shin-Imamiya · Tennoji · Teradacho · Momodani · Tsuruhashi · Tamatsukuri · Morinomiya · Osakajo-koen · Kyobashi · Sakuranomiya · Temma · Osaka
(Kansai-lijn<<) Kamo · Kizu · Narayama · Nara · Kōriyama · Yamato-Koizumi · Hōryūji · Ōji · Sangō · Kawachi-Katakami · Takaida · Kashiwara · Shiki · Yao · Kyūhōji · Kami · Hirano · Tōbu-Shijō-mae · Tennōji · Shin-Imamiya · Imamiya (>>Osaka-ringlijn) · JR Namba